# 山田インターチェンジ (宮城県)
山田インターチェンジ（やまだインターチェンジ）は、宮城県仙台市太白区にある仙台南部道路のハーフインターチェンジである。
仙台南ICとセットで、仙台東部道路方面のみ接続している（仙台南ICは一般道からは東北自動車道方面のみ利用可。当ICを過ぎると西行は東北自動車道の仙台宮城IC及び村田IC、山形自動車道の宮城川崎ICまで出口なし）。
全線開通した2001年8月1日供用開始。なお、当IC-仙台南IC間が開通する以前の名称は、山田料金所である。インターチェンジの扱いではなかったため、地図などでは料金所のみが記載され、山田ICとは記載されていなかった。この名残で、現在でも国道286号 仙台方面から山田ICを経由して仙台南部道路に入る際は単に「仙台南部道路 入口」と書かれている。
2004年2月16日までは、東北自動車道方面に山田本線料金所が設置されていた。
2003年度の進入車数は70万8,191台、流出車数は60万4,884台だった。

## 道路

### 本線
- E48 仙台南部道路（3番）

### 接続する道路
- 国道286号

## 周辺
- 新仙台郵便局
- 仙台市消防局太白消防署
- 仙台南警察署山田交番
- 国立病院機構西多賀病院
- 仙台赤十字病院
- 仙台血液疾患センター
- 仙台市地下鉄東西線 八木山動物公園駅
- 仙台市地下鉄南北線 富沢駅
- 尚絅学院大学
- 宮城大学太白キャンパス
- 仙台市八木山動物公園
- 八木山ベニーランド
- ケーズデンキ仙台太白店
- イオンスーパーセンター鈎取店

## 隣
E48 仙台南部道路
(52) 長町IC - (53) 山田IC - 山田TB（廃止） - (27) 仙台南IC